# Victòria Alsina
Victòria Alsina i Burgués (Barcelona, 21 de febrero de 1983) es una politóloga, investigadora y profesora de universidad española.

## Trayectoria
Doctora en Ciencias Políticas y Sociales por la Universidad Pompeu Fabra, tiene estudios superiores en Dirección e Innovación Pública en ESADE. En 2018 fue nombrada delegada del Gobierno de Cataluña en los Estados Unidos y Canadá, a partir de un concurso público organizado por el Departamento de Acción Exterior donde fue elegida entre 57 candidaturas presentadas. 
En 2021 fue profesora y directora académica del Center for Urban Science & Progress de la Universidad de Nueva York e investigadora en la Escuela de Gobierno John F. Kennedy. También es coordinadora, junto con Genís Roca, del grupo de expertos Cataluña 2022, grupo de trabajo para presentar propuestas para la salida de la crisis del coronavirus y por la reconstrucción del país. Su ámbito de especialización e investigación es la innovación en el sector público.

### Consejera de Acción Exterior (2021-2022)
En mayo de 2021 fue nombrada Consejera de Acción exterior y gobierno abierto de la Generalidad de Cataluña. En su primera entrevista como consejera se marcó como prioridad conseguir las complicidades con la Unión Europea y Estados Unidos, y en proteger a los trabajadores de su departamento de cualquier caso de abuso de poder o de acoso, y trabajar para mejorar el sistema de voto exterior.
En octubre de 2022 se hizo militante de Junts per Catalunya para defender que su partido se mantuviera en el Gobierno de Pere Aragonès, después de una crisis de gobierno.